# Скородум (Юрьянский район)
Скородум — деревня в Юрьянском районе Кировской области в составе Ивановского сельского поселения.

## География
Находится на расстоянии примерно 12 километров на север-северо-восток по прямой от районного центра поселка Юрья.

## История
Известна с 1764 года, когда здесь (починок Скородумовский) было учтено 37 жителей. В 1873 году отмечено дворов 20 и жителей 155, в 1905 17 и 123, в 1926 28 и 166, в 1950 30 и 97. В 1989 остался 21 житель.

## Население
Постоянное население  составляло 8 человек (русские 100%) в 2002 году, 2 в 2010.